# Časopis
Časopis je periodička publikacija koja izlazi u redovitim vremenskim razmacima i najčešće pokriva određeno područje. Razlikujemo neznanstvene i znanstvene časopise.
Do devedesetih godina dvadesetog stoljeća postojali su samo tiskani časopisi, a krajem prošlog stoljeća pojavili su se i elektronički časopisi, koji mogu biti inačica tiskanog časopisa ili izvorni elektronički časopis.

## Neznanstveni časopisi
Neznanstvenim časopisima obično se smatraju publikacije koje nisu izdale neke akademske ili znanstvene institucije. Uglavnom su specijalizirani za neku temu (npr. društveni život, politika, računala, automobili, glazba i tako dalje) i obično izlaze više puta godišnje (tjedno, dvotjedno, mjesečno).

## Znanstveni časopisi
Znanstvene časopise uglavnom izdaju akademske i znanstvene institucije. Kod znanstvenih časopisa razlikuju se volumen (svezak, godište) i broj (sveščić). Volumen je jedna izdavačka cjelina časopisa i sastoji se od niza brojeva ili sveščića, ovisno o učestalosti izlaženja, opsegu materijala i slično. Jedan volumen obično pokriva jedno godište. Dakle, jedno godište ili volumen može imati više sveščića ili brojeva.
Tekstovi u znanstvenim časopisima svrstavaju se u nekoliko kategorija, npr. izvorni znanstveni članak, stručni članak, pregledni članak, prethodno priopćenje, prikaz, recenzija, izlaganje sa znanstvenog skupa, kongresno priopćenje, pismo, bibliografija, novost, osvrt, komentar, izvješće urednika, ostalo.
U Hrvatskoj se znanstveni časopisi dijele u dvije kategorije, a1 i a2. Časopisi u kategoriji a1 imaju međunarodno priznatu recenziju, tj. uvedeni su u međunarodne indeksne publikacije. S druge, časopisi u kategoriji a2 nemaju međunarodno priznatu recenziju, tj. izgubili su je zbog neredovitog izlaženja ili su relativno novi pa je još nisu stekli.

## Vanjske poveznice

### Sestrinski projekti
|  | Zajednički poslužitelj ima još gradiva o temi časopis |

### Mrežna mjesta
- LZMK / Hrvatska enciklopedija: časopis
- LZMK / Proleksis enciklopedija: časopis